# Liste de films algériens sortis en 2022
Liste de films algériens
- 2018
- 2019
- 2020
- 2021
- 2022
- 2023
- 2024
- 2025
- 2026

Liste non exhaustive de films algériens sortis en 2022.

## 2022
| Titre                                                                  | Réalisateur      | Production                                       | Genre                      | Notes |
| ---------------------------------------------------------------------- | ---------------- | ------------------------------------------------ | -------------------------- | --- |
| Nos frangins                                                           | Rachid Bouchareb | 3B Productions Le Pacte Wild Bunch International | Drame historique           | |
| Bakdi                                                                  | Salah Boufellah  | Play Film                                        | Documentaire               | Prix du Meilleur Film Documentaire au Festival International des films identitaires au Burkina Faso.                                        |
| Endless                                                                | Ryan Ferkous     |                                                  | Court métrage              | |
| Khamsa - The Well of Oblivion                                          | Khaled Chiheb    | D-Clik                                           | Animation                  | - Nommé pour le Festival international du film d'animation d'Annecy 2022. - Nommé pour le Festival international d'animation d'Ottawa 2022. |
| The story of a song - the owners of gunpowder and carabella .. Algeria | Blilel Mezni     | Al jazeera                                       | Court-métrage Documentaire | |
| Disoriented                                                            | Youcef Mansour   | Akham Films Bm Vision                            | Court-métrage              | |
| La nuit d'Abed                                                         | Anis Djaad       | Revollart                                        | Court-métrageDrame         | |